# Торрегротта
Торрегротта, Торреґротта (італ. Torregrotta, сиц. Turrigrutta) — муніципалітет в Італії, у регіоні Сицилія,  метрополійне місто Мессіна.
Торрегротта розташована на відстані близько 480 км на південний схід від Рима, 175 км на схід від Палермо, 18 км на захід від Мессіни.
Населення — 7449 осіб (2014).
Щорічний фестиваль відбувається 22 червня. Покровитель — San Paolino di Nola.

## Демографія
Населення за роками:

Станом на 1 січня 2023 року в муніципалітеті офіційно проживали 223 іноземці з 24 країн, серед них 148 громадян країн Євросоюзу та 10 громадян України.

## Сусідні муніципалітети
- Монфорте-Сан-Джорджо
- Роккавальдіна
- Вальдіна